# Авласенко Геннадій Петрович
Геннадій Петрович Авласенко (біл. Генадзь Пятровіч Аўласенка, 16.08.1955) — білоруський письменник, поет та драматург.

## Біографія
Геннадій Петрович Авласенко народився в 1955 році. Закінчив біологічний факультет Білоруського державного університету. Спеціальність: біолог, викладач біології та хімії. Працює вчителем біології та хімії у Войнилівській базовій школі Червенського району Мінської області.
Літературою почав займатися з кінця 1980-х. Спочатку була поезія, потім драматургія. Останнім часом Геннадій Петрович активно освоює прозу. Втім, поезії та драматургії не залишає. Багато пише для дітей. Публікується в республіканській періодиці. Пише як білоруською, так і російською мовами. Член Спілки письменників Білорусі з 1999 року.
У 2009 році вийшли три книги Геннадія Авласенко. Дві з них дитячі: «Удивительные приключения маленького Ветерка из Вентилятора» (Дивовижні пригоди маленького Вітерця з Вентилятора), «Вася Лайдачкін у Краіне шкодных звычак» (Вася Лайдочкін в Країні шкідливих звичок); і одна — для дорослих: «Дзікія кошкі Барсума» (Дикі кішки Барсума) — роман, повість, оповідання.
У 2010 році було видано «Новые приключения маленького Ветерка из Вентилятора» (Нові пригоди маленького Вітерця з Вентилятора). У 2011 р вийшла книга Г. Авласенко «Азы вершаскладання» (своєрідний підручник для юних поетів). Під час святкування Дня білоруської писемності в Хойниках в 2010 році дитячі книги Геннадія Авласенко отримали 2-е місце в номінації «Дитяча література».
Казки, вірші та статті Геннадія Авласенка регулярно виходять в журналах «Рюкзачок» і «Рюкзачок. ВЕСЁЛЫЙ ЗООПАРК». У «рюкзачку» були опубліковані казки «Вася Лентяйкин в Стране сказок» (Вася Лентяйкін в Країні казок) (№ 9/2007-4/2008), «Вася Лентяйкин в стране Вредных привычек» (Вася Лентяйкін в країні Шкідливих звичок) (№ 8/2008-2/2009), «Вася Лентяйкин в царстве грибов» (Вася Лентяйкін в царстві грибів) (№ 8/2010-3/2011) тощо; в рубриці «Загадки флори» з'являлися його науково-популярні статті. У журналі «Рюкзачок. ВЕСЁЛЫЙ ЗООПАРК» Геннадій Петрович веде рубрику «Гість номера», де дохідливо і дотепно знайомить юних читачів з життям представників білоруської фауни.

## Твори
- Час збіраць камяні: Вершы, паэмы. Мінск. 2003. 86 с.
- История вместо математики. Мистический триллер. Минск. 2008. 190 с.
- Удивительные приключения маленького Ветерка из Вентилятора. Сказка. Минск: 2009. 125 с.
- Вася Лайдачкін у краіне Шкодных Звычак. Казачная аповесць. Мінск. 2009. 58 с.
- Дзікія кошкі Барсума. Мінск: 2009. 383 с.
- Новые приключения маленького Ветерка из Вентилятора. Сказка. Минск. 2010. 140 с.
- Азы вершаскладання. Дапаможнік для пачынаючых паэтаў. Мінск: 2011. 163 с.
- Ключ, які нічога не адмыкае. Мінск, Мастацкая літаратура, 2014. Зборнік апавяданняў.